# Philippe de Saxe-Mersebourg-Lauchstadt
Philippe, Duc de Saxe-Mersebourg-Lauchstädt (Mersebourg, 26 octobre 1657 - 1er juillet 1690), est un prince saxon, membre de la Maison de Wettin.
Il est le cinquième mais le troisième fils survivant de Christian Ier de Saxe-Mersebourg et Christine de Schleswig-Holstein-Sonderbourg-Glücksbourg.

## Biographie
Afin de donner à ses trois plus jeunes fils une terre, le duc Christian, avant sa mort, leur attribue leurs propres petits territoires comme Apanage. Toutefois, la suzeraineté reste à la Saxe-Mersebourg, et de ce fait leurs pouvoirs sont fortement limités. Philippe reçoit, en 1684, la ville de Lauchstädt et fonde la ligne de Saxe-Mersebourg-Lauchstädt. Il reconstruit le château (qui a été fortement endommagée pendant la Guerre de Trente Ans) pour lui et sa famille, et plus tard l'église du château devenue église paroissiale (en allemand : Stadtpfarrkirche). En novembre 1685 le premier baptême a lieu dans la nouvelle église alors que la nef n'est pas encore terminée.
Philippe se consacre à sa carrière militaire comme officier dans l'armée Impériale contre le rRoi de France, Louis XIV et est tué à la Bataille de Fleurus (1690). Il est mort sans descendance masculine. Par la suite, Lauchstädt revient dans le duché de Saxe-Mersebourg.

## Mariage et descendance
À Weimar , le 9 juillet 1684 Philippe épouse Éléonore-Sophie de Saxe-Weimar. Ils ont deux enfants, qui ne sont pas arrivés à l'âge adulte:
1. Christiane Ernestine (Mersebourg, 16 septembre 1685 - Mersebourg, 20 juin 1689).
2. Jean-Guillaume, prince héréditaire de Saxe-Mersebourg-Lauchstädt (Lauchstädt, 27 janvier 1687 - Mersebourg, 21 juin 1687).

À Bernstadt le 17 août 1688, dix-huit mois après la mort de sa première femme, Philippe épouse Louise-Élisabeth de Wurtemberg-Oels. Ils ont un fils:
1. Christian Louis, prince héréditaire de Saxe-Mersebourg-Lauchstädt (Mersebourg, 21 juillet 1689 - Mersebourg, 6 juin 1690).